# NBA 2K10
NBA 2K10 è un videogioco di basket NBA prodotto dalla 2K Sports, branca della nota Take Two Interactive. Dal 2003 la 2K Sports produce la serie NBA 2K, che subito è diventata concorrente della serie NBA Live della EA Sports. Il testimonial per questa edizione è Kobe Bryant, il numero 24 dei Los Angeles Lakers.